# 87954 Томкей
87954 Томкей (87954 Tomkaye) — астероїд головного поясу, відкритий 2 жовтня 2000 року.
Тіссеранів параметр щодо Юпітера — 3,363.